# Циу (Долж)
Циу (рум. Țiu) насеље је у Румунији у округу Долж у општини Чернатешти. Oпштина се налази на надморској висини од 171 m.

## Становништво
Према подацима из 2002. године у насељу је живело 606 становника, од којих су сви румунске националности.